# Simulation Interoperability Standards Organization
 (juin 2016).
Si vous disposez d'ouvrages ou d'articles de référence ou si vous connaissez des sites web de qualité traitant du thème abordé ici, merci de compléter l'article en donnant les références utiles à sa vérifiabilité et en les liant à la section « Notes et références ».
SISO est une organisation de standardisation de la simulation. SISO signifie Simulation Interoperability Standards Organization.

## Histoire
L'organisme de normalisation d'interopérabilité de simulation (SISO) a commencé avec une petite conférence tenue les 26 et 27 avril 1989, appelés, « Interactive Networked Simulation for Training ». La conférence originale a attiré approximativement soixante personnes. Le groupe constate qu'il y avait activité autour de la simulation en réseau, mais que cela résultait d'initiatives isolées. Le groupe a admis que la technologie avancerait plus rapidement s'il y avait des moyens d'échanger l'information entre les sociétés et les groupes.Il a également reconnu un besoin de standardisation : la technologie et le consensus de la communauté seraient capturés dans des normes.
La « première conférence sur des normes pour l'interopérabilité des simulations de la défense » a été tenue les 22-23 août 1989 à Orlando (Floride). Des ateliers de [DIS] ont été tenus deux fois par an de 1989 à 1996. 
Le premier atelier d'interopérabilité de simulation (SIW) tenu sous la bannière de SISO était en 1997 le ressort SIW à Orlando. Les SIWs ont continué deux fois par an depuis 1997. En 2001, le SISO a également commencé à tenir l'Euro-SIWs annuel à de divers emplacements en Europe. En 2003, les normes d'entreprise informatique d'IEEE ont accordé le statut du Comité d'activités de normes (SAC) au SISO en tant que Comité identifié de sponsor d'IEEE.